# 上温湯隆
上温湯 隆（かみおんゆ たかし、1952年11月29日 - 1975年5月29日、22歳没）は、日本の冒険家、探検家。

## 略歴
- 1952年11月29日、鹿児島県に生まれる[1]。6歳のとき、家族で上京。
- 1968年、東京都立町田工業高等学校に入学したが、1年次中途退学。神田英語学院[注 1]へ入学[2]。
- 1970年、最初の海外への探検に出発。1972年、帰国。
- 1974年、2回目の海外冒険の旅に出発。
- 1975年5月29日、旅先のマリ共和国メナカにて死亡。享年22。

## 最初のアフリカ探検
高校中退後、国内沿海航路貨物船の見習いコックとして働き、資金を貯めた上温湯は、1970年2月1日、50か国にわたる“世界放浪”へ旅立つ。
東京-沖縄-台湾から旅は始まり、アジア、ヨーロッパを経てアフリカへ入る。アフリカでは、エジプト - スーダン - エチオピア - ケニア - タンザニア - マラウイ - モザンビーク - ザンビア - ザイール - 中央アフリカ - カメルーン - ナイジェリア - ダオメー - トーゴ - ガーナ - コートジボワール - マリ - ニジェール - アルジェリアを通り、ヨーロッパへ一度戻りアルバイトで資金を貯めてから、モロッコ - 西サハラ - モーリタニア - マリ - セネガルへと旅を続けた。ヒッチハイクや鉄道、飛行機、バス、船などを使い、ほぼアフリカ全土を時計回りに踏破している。
予定では南アメリカへ行く計画であったが、9か月早く旅を切り上げ、1972年4月25日、約2年3か月ぶりに日本に帰国した。帰国後、大学検定試験を受け、アフリカ旅行計画を練るなどして2度目のサハラ砂漠旅行へ出発する。

## サハラ砂漠横断
1974年1月25日より人類史上初のラクダで7,000kmのサハラ砂漠単独横断旅行に出発した。アフリカのモーリタニア・ヌアクショットからマリ、ニジェール、チャド、スーダンのポートスーダンまで当初の予定では164日間で踏破する予定だった。なお、上温湯は、いきなり飛行機でアフリカ入りするのではなく、イギリスのロンドンから、ヒッチハイクや徒歩でモーリタニア入りをしている。
しかし、6月1日、テインツカル付近のおよそ2,700km地点で、同行のラクダが衰弱死したため一旦旅を中断し、ヒッチハイクなどでナイジェリアのラゴスへ到着した。ここで旅の体制を整える。時事通信社でアルバイトをし、日本から旅の資金を送金してもらい、1975年4月21日、ラゴスを出発した。ラクダを再購入し、5月15日、マリのメナカから再びサハラ砂漠横断の旅を再開する。

## 旅行記
2度目のアフリカ旅行の、ロンドンから、メナカ、そしてラゴスまでの行程は、彼の残した日記や手紙で明瞭であるが、再出発後のラゴスから死亡時までの旅程はよく分かっていない。現地から知人や家族へ何通か手紙が送られているが、それを基にするしかない。後半部の旅の様子がはっきりしない大きな理由は、上温湯の日記が紛失したためである。再出発前半部の日記やメモ類は、東京の実家へ送られていたが、後半部の日記は、後記のように、ラクダに乗せてあり、そのまま紛失したと見られている。
著作『サハラに死す』は旅前半部の日記やメモ、及び手紙と母親の手記、時事通信社ラゴス特派員長沼節夫の回想記等で書かれている。

## 渇死
マリ・メナカ圏中央地区ウアリトウフルート地区より北西5km、メナカの東方約132km、インゲルジガール地区（メカナとイネカールの中間地点）において上温湯の遺体が発見された。遊牧民のキャンプより約20km離れている地で、1本の灌木の下にわずかな身の回り品と共に遺体は横たわっていた。
イネカールを10日前に出発していることから、先の旅で死亡したメナカの北150kmにあるラクダの頭骨を拾いに行ったと思われる。死因は明確ではないが、遺体に損傷の跡が見られなかったこと、胃や膀胱が空であったこと、近くに上温湯のラクダがいなかったこと、荷物が無かったことから、旅の装備品を乗せたラクダが何らかの理由で逃走し、渇きと飢えで死亡したものと見られる。なお、現地国家憲兵隊によると、近くの砂漠のタカスガザの丘の上を行ったり来たりしている足跡が確認されていることから、逃げたラクダを探したのではないかと考えられている。
パスポートなどの身に着けていた所持品は、メナカ憲兵地隊に保管され、遺体はメナカに埋葬された。仮墓は1984年5月31日に広木武夫によって発見され、遺骨は遺品と共に回収され、同年6月15日、東京の母親に届けられた。その母親も遺骨を受け取った3か月後に、自宅で病死しているのが近所の人によって発見されている。メナカ地区には、墓碑が建てられていたが、2020年現在、一部崩壊している。

## 上温湯隆に関係する人物
- ジェフリー・ムーアハウス（英語版）

1931年生まれのイギリスの作家。上温湯が2回目のアフリカ旅行（サハラ横断の冒険）を始める2年ほど前、北半球が冬になりサハラ砂漠が比較的涼しい1972年9月-1973年3月の6か月間にモーリタニアのアタールから、エジプトのカイロまでサハラ砂漠横断を試みている。このムーアハウスの単独行に、上温湯は大きな影響を受けた。ムーアハウスの横断は、アラブの現地遊牧民ガイドとラクダ5頭を連れてのものだった。旅の最後の480km余りは、ラクダを失い、徒歩でタマンラセットに到着した。しかし、病気と疲労により、アルジェリアのタマンラセットで旅を中断した。スタートから約3,500km地点であった。このサハラ横断の旅行記は『The Fearful Void』と題して1974年に出版されている。その後は、歴史に関する著作を多数著述、2009年、死去。
- 飯田望、児島盛之

当時同志社大学の学生で探検部に所属していた飯田望（大学4年）、児島盛之（大学2年）は、上温湯著『サハラに死す』に刺激されて、1978年、チャドのファダまでサハラ砂漠横断に挑戦した。上温湯と同様にモーリタニアのヌアクショットから旅を始め、マリを経て、ニジェールのビルマまで進むが、チャド内戦の報を受けて旅を断念した。約4,150km地点であった。上温湯の旅を踏襲したが、同志社大学探検部と連絡を取り合ったり、途中2度遊牧民ガイドを付けたり、ラクダを途中で乗り換えるなど、冒険に工夫をこらしていた。旅の内容は飯田望著『サハラ横断』に詳しい。マリのメナカで、上温湯を知るジャンダルム（憲兵）と出会うが、上温湯の母の依願状がないため、遺品の受け取りはできなかった。
- 紺野衆

1980年から1981年にかけて、ラクダを使いモーリタニア・ヌアクショットから、サハラ砂漠横断に挑戦したが、ニジェールのアーリットで断念した。途中、メナカで偶然、上温湯の墓を発見している。3600km単独行。
- 広木武夫

1984年にメナカを訪れ、上温湯の遺骨と遺品を持ち帰ることに成功した。長尾三郎が、別冊・小説現代（1985年）に、ノンフィクションとしてその様子をまとめている。
- 五木寛之

1985年の作品『風の王国』で主人公がオスロで偶然に知りあった人物として言及している。作中では「Kという素敵な日本青年」とのみ記され、上温湯とは明言されていないものの、サハラ砂漠単独横断に挑戦してメナカ付近の砂漠で渇死をとげたとされているので上温湯であることは明らか。主人公とKはたった一度、白夜のオスロで語り明かしただけの関係ながら、Kとの出会いが主人公の生き方を大きく変えたという設定になっており、「まだ少年のようなKの言葉がいつまでも耳に残っていた」「Kの残した二冊の旅行記は、いまも彼のわずかな蔵書の棚にあった」などと記されている。
- 島倉千代子

「星が流れました」(B面「追憶」)という曲を1976年に出しており死んだ上温湯に対するメッセージソングとなっている。ジャケットには砂漠とラクダのイラスト、島倉の直筆のメッセージが寄せられている。

## 関連書籍
- 上温湯隆著『サハラに死す：上温湯隆の一生』 時事通信社、1975年11月20日、全国書誌番号:73011424 [注 2]
- 上温湯隆著『サハラに賭けた青春：上温湯隆の手記』 時事通信社、1975年11月20日、全国書誌番号:73011423
- 飯田望著『サハラ横断：苦闘の4150キロ、178日』 時事通信社、1979年11月、全国書誌番号:80002789